# Jomin Timur
Jomin Timur is een bestuurslaag in het regentschap Karawang van de provincie West-Java, Indonesië. Jomin Timur telt 9355 inwoners (volkstelling 2010).